# George Charles Labouchere
George Charles Labouchere (Utrecht, 9 januari 1896 – Bergen op Zoom, 8 januari 1971) was een Nederlandse kunst- en architectuurhistoricus, bijzonder hoogleraar en lector aan de Universiteit Utrecht. Hij was daar vanaf 1933 verbonden aan het Kunsthistorisch Instituut.

## Opleiding
Labouchere begon in 1915 met een studie rechten aan de Universiteit Utrecht en werd lid van het corps, maar vanwege de Eerste Wereldoorlog meldde hij zich als vrijwilliger bij de veldartillerie. Twee jaar later begon hij aan een studie kunstgeschiedenis. In 1924 behaalde hij zijn doctoraal. Hij promoveerde in 1927 bij hoogleraar Willem Vogelsang cum laude op het proefschrift Over compositie en dispositie der Fransche kerktorens in de 11de en 12de eeuw: een bijdrage tot de wordingsgeschiedenis der gotiek. Hiermee was Labouchere de eerste in Nederland die promoveerde op een architectuurhistorisch onderzoek. 
Vervolgens begon hij aan een monografie over de Utrechtse Domtoren. Hij pleitte voor de oprichting van een gemeentelijke archeologische dienst en werkte met Albert van Giffen aan de opgravingen rondom het Domplein. Hierbij raakte hij verwikkeld in een controverse met Utrechtse collega's Carl Wilhelm Vollgraff en Anna Roes. In datzelfde jaar werd hij privaatdocent aan de Technische Hogeschool Delft en lid van de Utrechtse Monumentencommissie.

## Fascisme
In 1928 richtte Labouchere samen met Erich Wichmann en Hugues Alexandre Sinclair de Rochemont de fascistische vereniging De Bezem op (als voortzetting van het in 1922 opgezette Verbond van Actualisten), die een gelijknamig weekblad uitgaf waarin een Italiaans geïnspireerd fascisme werd bepleit. Men was men duidelijk over de doelstelling: "De vereeniging, genaamd ‘DE BEZEM’, stelt zich ten doel: als rechtspersoon met wettige middelen de ontwikkeling van het fascisme in Nederland te bevorderen, zowel metterdaad als in woord en geschrift."
Wichmann had in 1924 het Utrechtsch Studenten Corps geënthousiasmeerd voor het fascisme van Mussolini. Vanuit De Bezem werden geüniformeerde knokploegen opgericht. Labouchere onderhield het contact met Wichmann en droeg de kist bij diens begrafenis in 1929. Medio 1932 werd De Bezem omgezet in de Algemeene Nederlandsche Fascisten Bond.
In die jaren kreeg De Bezem concurrentie van de Nationaal-Socialistische Beweging van Anton Mussert. Labouchere koesterde een diepe minachting voor Mussert (‘de fortuinlijkste onder de opportunisten’) maar had een intense bewondering voor Sinclair (‘de sterkste onder de idealisten’) en diens streven naar een meer ‘zuiver’ fascisme. Pogingen tot samenwerking met de NSB liepen op niets uit en na 1934 was de rol van Sinclair en Labouchere in de opkomst van het Nederlandse fascisme uitgespeeld. Vermeldenswaard is wel Laboucheres kennismaking in deze periode met kunstschilder Pyke Koch, met wie hij zijn fascistische interesses deelde.
Intussen bleef Labouchere werkzaam als kunsthistoricus. In 1931 verzocht het bestuur van de Vereniging Oud-Utrecht hem een geïllustreerde monumentenlijst van de stad Utrecht samen te stellen. De bedoeling was dat dit boekwerk bij het tienjarig bestaan van de vereniging Oud-Utrecht in 1933 zou verschijnen. In 1933 werd Labouchere privaatdocent aan het Kunsthistorisch Instituut te Utrecht, met als opdracht ‘de geschiedenis der middeleeuwsche bouwkunst in Nederland’. Ook werd hij redactielid van het prestigieuze tijdschrift Oudheidkundig jaarboek (later voortgezet als Nederlands Kunsthistorisch Jaarboek), samen met Willem Vogelsang, Murk Daniël Ozinga en Elisabeth Neurdenburg. Hij vervulde een steeds meer centrale rol in de Nederlandse kunsthistorische wereld en nam in 1939 het initiatief tot de oprichting van de Vereniging van Nederlandse Kunsthistorici, die nog altijd bestaat. In die hoedanigheid organiseerde hij het eerste Nederlands Kunsthistorisch Congres, dat plaats vond in Utrecht van 17 tot 19 juni 1939 en werd bezocht door een honderdtal vakgenoten uit Nederland en Vlaanderen.
Na de Duitse inval werkte Labouchere in opdracht van de bezetter aan de restauratie van het in 1940 verwoeste stadhuis van Middelburg en het abdijcomplex. In Utrecht pleitte hij voor het behoud van de Geertekerk. Hij werkte mee aan een bundel voor Rijkscommissaris Arthur Seyss-Inquart, getiteld Die Niederlande im Umbruch der Zeiten. Alte und neue Beziehungen zum Reich.
In 1941 meldde Labouchere zich, ondanks zijn gevorderde leeftijd, aan bij het Vrijwilligerslegioen Nederland, een onderdeel van de Waffen-SS. Hij vervolgde zijn opleiding als soldaat in Klagenfurt en München met het oog op inzet aan het Oostfront in Rusland. Op initiatief van de president van de Kultuurraad, de Amsterdamse hoogleraar archeologie Geerto Snijder, werd hij echter in 1942 naar Nederland teruggehaald om ‘cultureel werk’ te doen. In Utrecht kreeg Labouchere een aanstelling als buitengewoon hoogleraar, met als leeropdracht ‘Geschiedenis der middeleeuwsche bouwkunst in Nederland’. In augustus werd hij vervolgens benoemd tot lector (in die tijd een rang net onder die van gewoon hoogleraar). Hij trad regelmatig op als spreker op bijeenkomsten van de SS en de Nederlandsch-Duitsche Kultuurgemeenschap.

## Veroordeling
In 1948 werd Labouchere veroordeeld tot een gevangenisstaf van negen jaar. Naast zijn lidmaatschap van de SS en zijn inzet voor het Duitse leger werd hem ook zijn werk als informant van de Sicherheitsdienst aangerekend. Dat laatste had onder meer tot gevolg dat meerdere Joden naar een concentratiekamp werden gedeporteerd.
Vanwege zijn betrokkenheid bij het vroege fascisme werd Labouchere benaderd door historicus Loe de Jong, op wiens verzoek hij verslag deed van de opkomst van het Nederlandse fascisme in 1927-1934. Het typoscript van 300 pagina’s wordt in het NIOD Instituut voor Oorlogs-, Holocaust- en Genocidestudies bewaard. Mede door zijn werk voor De Jong kwam Labouchere in 1950 vervroegd vrij. Zijn huwelijk was intussen gestrand en in 1946 was hij verwijderd uit zijn universitaire functies. Murk Daniël Ozinga volgde hem op als hoogleraar architectuurgeschiedenis. De uitgave van het Oudheidkundig Jaarboek werd geheel gestaakt. Labouchere verhuisde naar Zeeland en bleef kunsthistorische onderzoek doen, hij richtte zich daarbij vooral op de Sint-Walburgkerk in Groningen. De Vereniging Oud-Utrecht ontsloeg hem van zijn werk aan de Utrechtse monumentenlijst. Tot zijn dood is Labouchere overtuigd fascist en antisemiet gebleven.
Zijn dochter Elisabeth de Ranitz-Labouchere was onder meer actief als egyptoloog in Leiden.